# Almarza (Soria)
Almarza es una localidad y también un municipio de la provincia de Soria, 
partido judicial de Soria, Comunidad Autónoma de Castilla y León, España. Centro comarcal de la Comarca de Almarza.

## Geografía
Se sitúa al norte de la provincia de Soria, a 23 kilómetros de la capital y su término municipal está atravesado por la carretera N-111 entre los kilómetros 242 y 253. 
El relieve del territorio está marcado por el río Tera. Por el suroeste desemboca el río Razón, a los pies de la Sierra Carcaña. La altura del municipio desciende de norte a sur, desde las montañas del Sistema Ibérico soriano que se elevan a ambos lados del río y que alcanzan más de 1600 metros de altura hasta las zonas más llanas del sur que se encuentran a unos 1100 metros. El pueblo se encuentra a 1153 metros sobre el nivel del mar. 
| Noroeste: La Póveda de Soria | Norte: La Póveda de Soria, Vizmanos | Noreste: Vizmanos                                   |
| Oeste: Rollamienta, Rebollar |                                     | Este: Arévalo de la Sierra                          |
| Suroeste: El Royo            | Sur: Fuentelsaz de Soria            | Sureste: Ausejo de la Sierra, Los Villares de Soria |

### Medio ambiente
En su término e incluidos en la Red Natura 2000 los siguientes lugares:
- Lugar de Interés Comunitario conocido como Riberas del Río Duero y afluentes, ocupando 101 hectáreas, el 1 % de su término.[2]
- Lugar de Interés Comunitario conocido como Sierras de Urbión y Cebollera ocupando 2791 hectáreas, el 28% de su término.[3]
- Zona Especial Protección de Aves conocida como sierra de Urbión ocupando 2791 hectáreas, el 28% de su término.[4]

## Historia

Término municipal de Almarza.

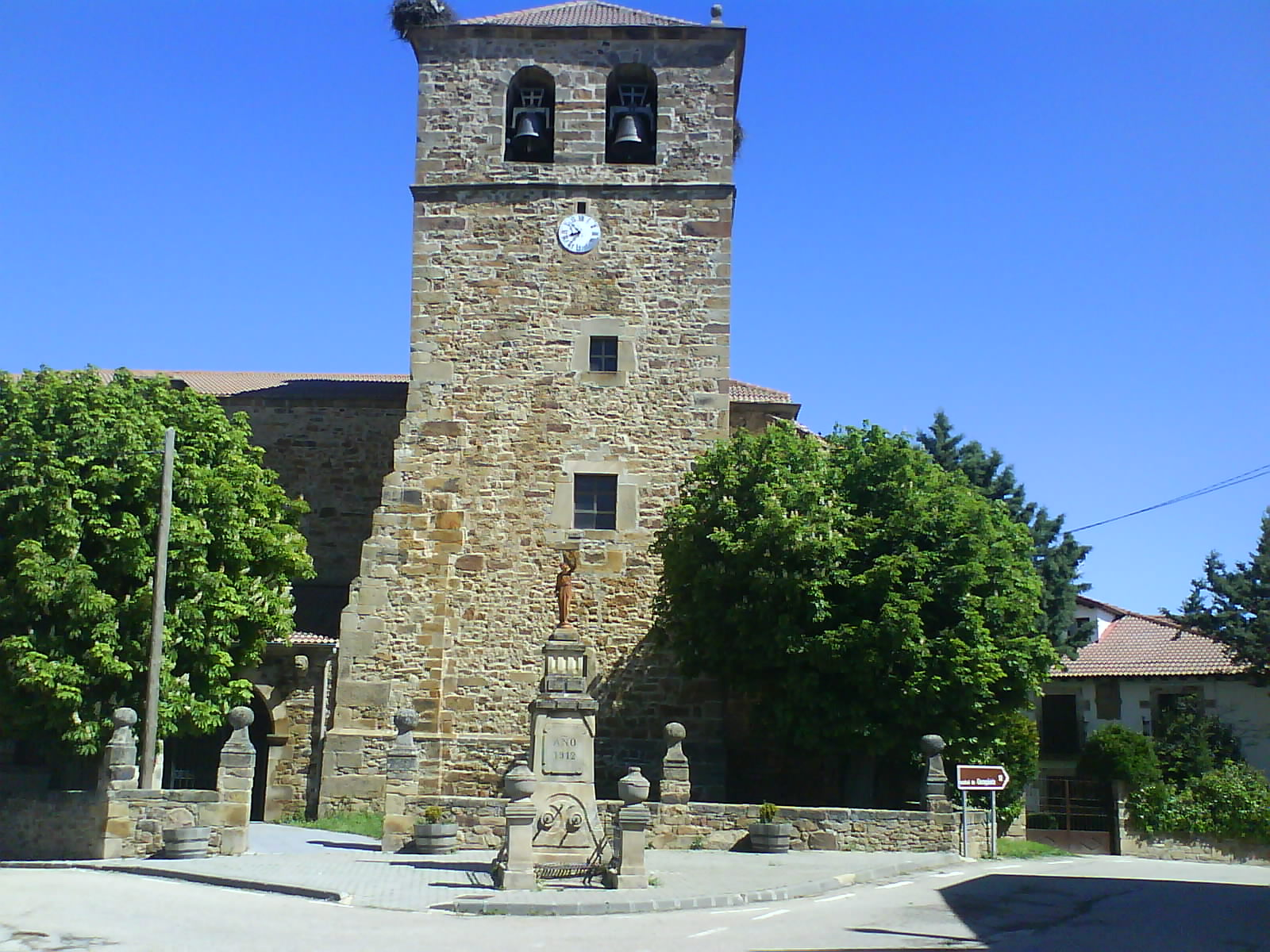
Iglesia de Santa Lucía.

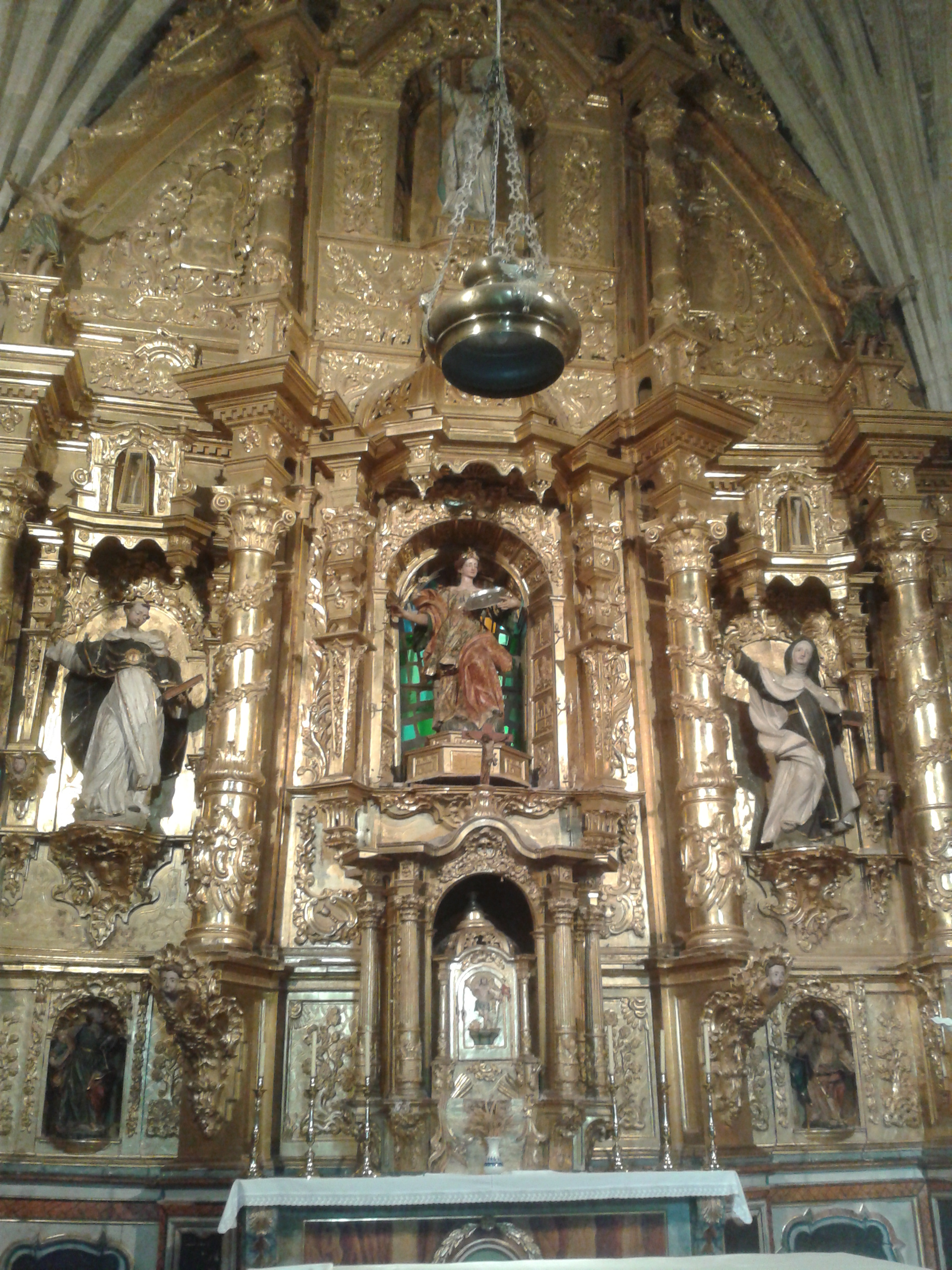
Almarza. Retablo de Santa Lucía

Los vestigios más antiguos no se encuentran en la propia localidad de Almarza, sino en sus pueblos agrupados: icnitas en Gallinero, dolmen en Cubo de la Sierra, castros celtíberos en Gallinero y Tera, calzada que cruza el término municipal.
Hay una referencia sobre el hallazgo de "espadas, lanzas, dardos, saetas, hachetas y otras armas extrañas " en 1775, al ir a construir los cimientos de una casa en Almarza. Objetos que se han atribuido a la Segunda Edad de Hierro.
En 1016, Sancho III, rey de Pamplona, y el Conde de Castilla Sancho Garcés firman una Concordia en la que reconocen los mojones tradicionales, cuya colocación se atribuye a Fernán González. Como resultado el término de Almarza queda del lado noreste del límite, es decir, queda del lado del reino de Pamplona.
Almarça / Almarçan aparece citada en 1354, junto a alguno de sus vecinos en el documento: Una delimitación conflictiva en la Soria medieval (Díaz Martín, L.V.).
Perteneciente a la Mancomunidad de los 150 Pueblos de la Tierra de Soria, la localidad se encuadraba en el sexmo de Tera y, desde 1984, tras la modificación de los Estatutos, en la comarca de Almarza.
Durante la invasión napoleónica, entre 1808 y 1812 se contabilizaron hasta 22 incursiones de las tropas francesas, al mando del General Durquier, en Almarza, allanando todo tipo de viviendas, expoliando cuantos recursos podían serles provechosos y requisando ganados sin indemnización alguna.
En 1835, durante la primera guerra carlista, el cura Merino fue derrotado en Almarza y Gallinero por el Coronel Miguel Mir, huyendo por Piqueras y marchando, a principios de 1836, a Oñate siendo recibido en la Corte de D. Carlos como un auténtico héroe. También hay que dejar constancia de las incursiones del brigadier carlista Basilio Antonio García a partir de 1836 quien, por Yanguas, Arévalo, Almarza, Chavaler, Garray, llegó a Soria capital. Se conoce una nueva pernocta de los carlistas en Almarza, en septiembre de 1837. Las incursiones carlistas tuvieron habitualmente como refugio, entre otras, las estribaciones norteñas de las serranías de Montes Claros y Alcarama.
A la caída del Antiguo Régimen la localidad se constituye en municipio constitucional en la región de Castilla la Vieja, partido de Soria que en el censo de 1842 contaba con 95 hogares y 136 vecinos.
Desde el 16 de julio de 1936, el diputado del Frente Popular por Soria, Benito Artigas Arpón, se encontraba en la capital de la provincia, en uno de sus viajes para mantener contactos con sus amigos y correligionarios. El día 18 de julio se desplazó con algunos de ellos a Almarza, donde se entrevistó con el farmacéutico Juan Ruiz y con el médico Herminio Guajardo, quien, si bien no pertenecía al partido de Artigas, apoyó a éste en las elecciones de 1936. Con algunas personas más celebraron una merienda en esta localidad, desconocedores de que el ejército se había sublevado el día anterior en Marruecos. 
Posteriormente Herminio Guajardo, el médico, al conocer las primeras detenciones practicadas en Soria, huyó a Segoviela y más tarde a Almajano. Pero después, considerando que su intervención en política había sido casi nula, se presentó en el Gobierno Civil de Soria, donde quedó detenido. Fue fusilado el 8 de agosto de 1936 en el cementerio de Calatañazor, junto a otras cinco personas.
También fue detenido el alcalde de Almarza, Esteban Jiménez, herrero de profesión y ya septugenario, el cual falleció en la cárcel de Soria a las pocas semanas.
Otros vecinos fueron multados y tachados de “malos patriotas”, por no haber contribuido a la suscripción del “Día del Plato Único”, y sus nombres publicados para escarnio público.
La Diputación Provincial, en sesión ordinaria del 28 de agosto de 1965 informó favorablemente el expediente de fusión del puesto de Secretaría de los Ayuntamientos de los municipios de Almarza, Arévalo de la Sierra y La Póveda de Soria (en la actualidad, desagrupado).

## Geografía humana

### Demografía
Cuenta con una población de 626 habitantes (INE 2024).
| Gráfica de evolución demográfica de Almarza entre 1842 y 2021 |
| |
| Población de derecho según los censos de población del INE Población de hecho según los censos de población del INEEntre el censo de 1970 y el anterior, crece el término del municipio porque incorpora a 42538 (Cubo de la Sierra), 42555 (Gallinero), 42604 (San Andrés de Soria) y 42611 (Tera) |

El censo de Pecheros de 1528, en el que no se contaban eclesiásticos, hidalgos y nobles, registraba la existencia 93 pecheros, es decir unidades familiares que pagaban impuestos. En el documento original, la localidad figura como Almarça y Cardos. 
Según el vecindario de la Universidad de la Tierra de Soria, en 1591 Almarza, junto con Cardos contaba con 68 vecinos (aproximadamente 272 habitantes), de los que 60 eran pecheros, 6 hidalgos y 2 clérigos.
En el catastro del marqués de la Ensenada, en 1753, se declaró una población de 108 vecinos (aproximadamente 432 habitantes).
Sebastián de Miñano le atribuye, entre 1826 y 1829 una población de 90 vecinos (370 habitantes).
Según el censo de 1842 tenía 376 habitantes ascendiendo a 436 en 1957. Entre los dos censos, incorporó Estepa de Tera
En 1880 tenía 550 habitantes y 542 en 1920.
En 1940 contaba con 635 habitantes (281 varones y 354 mujeres), 466 habitantes en 1960, 202 habitantes en 1996 y 216 en 2007.
El 31 de mayo de 1966 crece el término del municipio porque incorpora a Cubo de la Sierra, Gallinero, San Andrés de Soria y Tera.
En 2021 la población ascendía a 640 habitantes, 372 hombres y 269 mujeres.

### Población por núcleos
| Núcleos                | Habitantes (2000) | Habitantes (2005) | Habitantes (2010) | Habitantes (2015) | Habitantes (2020) |
| ---------------------- | ----------------- | ----------------- | ----------------- | ----------------- | ----------------- |
| Almarza                | 197               | 230               | 224               | 195               | 192               |
| Cubo de la Sierra      | 48                | 43                | 36                | 31                | 31                |
| Espejo de Tera         | 36                | 43                | 44                | 42                | 36                |
| Estepa de Tera         | 0                 | 0                 | 0                 | 0                 | 0                 |
| Gallinero              | 91                | 106               | 91                | 79                | 80                |
| Matute de la Sierra    | 10                | 11                | 14                | 15                | 15                |
| Portelárbol            | 10                | 11                | 12                | 13                | 12                |
| San Andrés de Soria    | 128               | 115               | 112               | 94                | 110               |
| Segoviela              | 20                | 22                | 21                | 19                | 15                |
| Sepúlveda de la Sierra | 12                | 14                | 13                | 15                | 17                |
| Tera                   | 63                | 72                | 92                | 84                | 94                |

## Patrimonio
- Dolmen de San Gregorio (en la localidad de Cubo de la Sierra). Declarado Bien de Interés Cultural en la categoría de zona arqueológica el 28 de septiembre de 1995.[13]

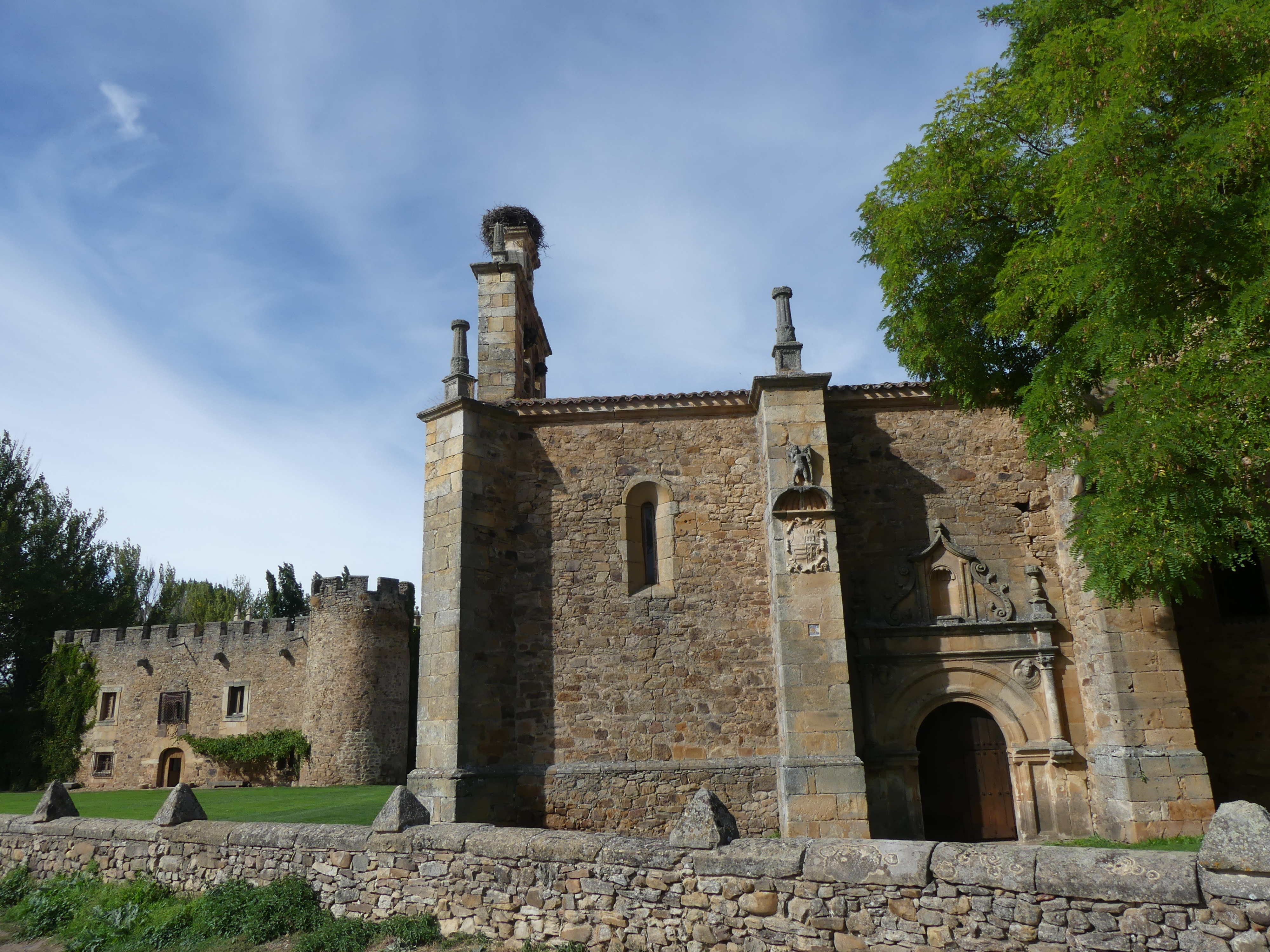
Iglesia de San Gregorio, con la Casa Fuerte a la izquierda

- Casa fuerte, convento, iglesia de San Gregorio (en la localidad de Cubo de la Sierra) y declarada Bien de Interés Cultural en la categoría de Monumento el 25 de enero de 1980.[13]
- Casa-palacio del marqués de Vadillo, bien de interés cultural con categoría de monumento desde 2012 que se encuentra situada en la localidad de Tera. Es un ejemplo singular ejemplo de explotación ganadera del siglo XVI, formada por un conjunto de edificaciones delimitado por una cerca de piedra, agrupadas en torno a patios en los que, junto al edificio principal, obra de los últimos años del siglo XV y principios del siglo XVI, se disponen edificaciones secundarias con funciones agrícolas y ganaderas que, a pesar de las modificaciones sufridas, han mantenido hasta el momento presente, su vinculación funcional con las labores agropecuarias. Fue la residencia oficial del marqués que le da nombre y en el interior del recinto se encuentra la ermita de Santa Constanza.[14]

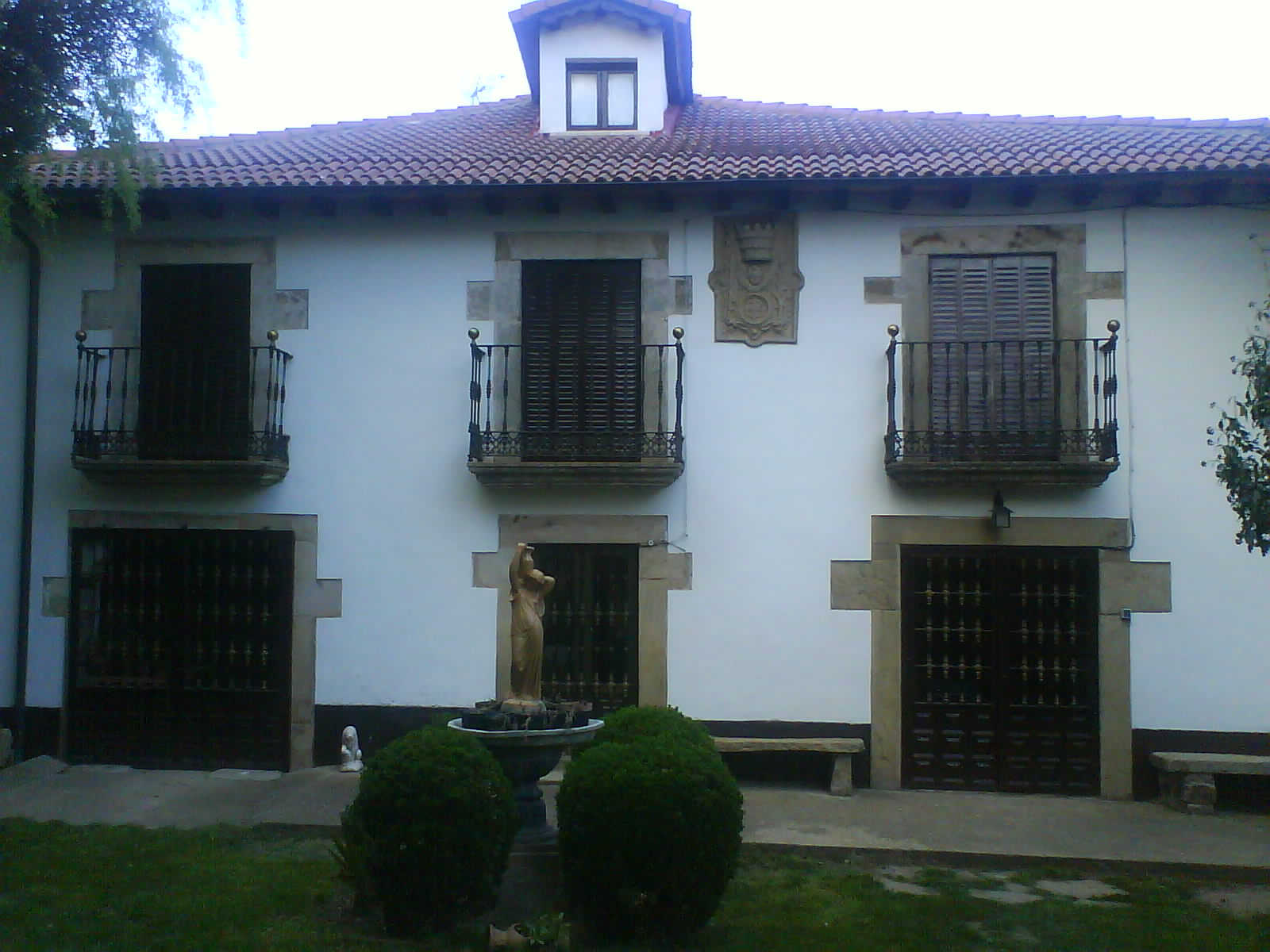
Almarza. Casa-Palacio

## Cultura

### Literatura y leyendas
Fray Conrado Muiños Sáenz (19 de febrero de 1858 - 28 de diciembre de 1913), fraile agustino nacido en Almarza ha sido el autor literario más importante de esta localidad. Fue profesor de Retórica y Poética, profesor de Filosofía en Valladolid (1892-1893) y en Palma de Mallorca (1895), Regente de Estudios del Real Monasterio de El Escorial y profesor del Real Colegio de Estudios Superiores de María Cristina, y director de la Revista Agustiniana entre 1883 y 1892. Propuesto por la Academia Española de la Lengua para académico de número en 1913, su fallecimiento en dicho año malogró tal nombramiento. Filósofo, polemista, filólogo, poeta, colaborador musical y periodista, escribió numerosos trabajos de erudición, filosofía, crítica literaria, poesía y prosa, muchas de estas últimas dedicadas a la provincia de Soria y a su localidad natal. “Horas de vacaciones”, “Oda a Santa Teresa”, “A mi Patria”, “A las ruinas de Numancia”, son títulos de algunas de sus obras. La biblioteca pública municipal lleva su nombre.
Entre las leyendas destaca la de “el milagro de la carne” vinculada a la ermita y romería de Santos Nuevos: cuenta que en cierta ocasión que acertó a pasar por la ermita un caballero, el día de la romería, despreció el trozo de carne que le ofrecían los lugareños, arrojándola entre unas piedras. Al llegar a su casa cayó gravemente enfermo y, achacándolo a su falta de respeto en Santos Nuevos, mandó a uno de los criados que le acompañaban a buscar el trozo de carne, tomó un caldo hecho con aquella carne y alivió rápidamente. Para recordar tal milagro, cada uno que pasa por el otero donde estuvo enterrada la carne echa una piedra en señal de creencia, existiendo actualmente un montón formidable, testigo del milagro.